# 小丘恰里螺
小丘恰里螺（学名：Kaliella munipurensis）为拟阿勇蛞蝓科恰里螺属的动物。分布于缅甸、印度东北部以及中国大陆的四川等地，生活环境为陆地，常栖息于山区丘陵地带潮湿多腐殖质的灌木丛、草丛中、落叶石块下以及乱石堆中。